# Dasyatis tortonesei
Dasyatis tortonesei is een vissensoort uit de familie van de pijlstaartroggen (Dasyatidae). De wetenschappelijke naam van de soort is voor het eerst geldig gepubliceerd in 1975 door Capapé.